# إيبإي ساك
إيپًإي ساگَ (باليابانية: 佐賀 一平) (20 مايو 1980 في سابورو في اليابان – )؛ هو لاعب كرة قدم ياباني سابق كان يلعب كلاعب وسط.

## وصلات خارجية
- إيبإي ساك على موقع رابطة كرة القدم اليابانية للمحترفين (اليابانية)